# Arnold Rood

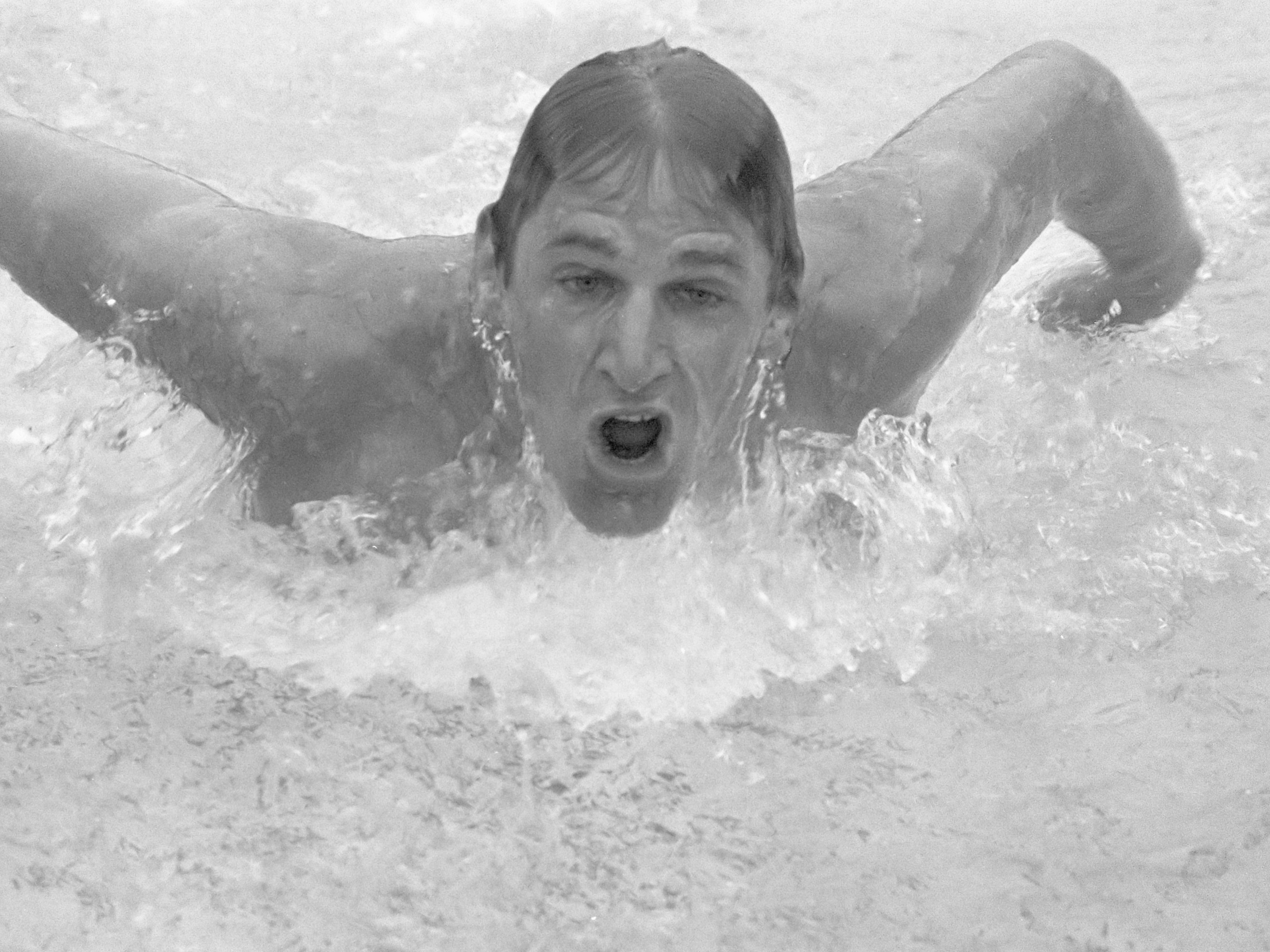
Arnold Rood (1972)

Arnold Rood (Amsterdam, 23 januari 1952 – aldaar, 12 juli 2012) was een Nederlands zwemmer.
Hij begon als zwemmer bij zwemvereniging Het Y in Amsterdam. Samen met Ton van Klooster was Rood aan het begin van de jaren zeventig exponent van een jonge generatie, die het Nederlandse mannenzwemmen nieuwe impulsen moest geven.
Hij deed dat voor het eerst tijdens het NK 1970 in het buitenwater van het zwembad ‘Nylân’ in Leeuwarden waar hij als 18-jarige het acht jaar oude Nederlands Record van Jan Jiskoot op de 100m vlinderslag verbeterde en bracht op 59,4 seconden. Het was het begin van een reeks van in totaal 15 nationale records op korte en lange baan op de 100 en 200 meter vlinderslag.
Zijn carrière als lid van de Nederlandse ploeg duurde van 1970 tot begin 1975 en hij nam twee keer deel aan Europese kampioenschappen. In Barcelona 1970 werd hij elfde op de 100 vlinder, vier jaar later in Wenen twaalfde.
Vervolgens ging hij op waterpolo bij zijn vroegere club en ging daarnaast starten als fysiotherapeut.
Hij haalde als zwemmer nimmer de Olympische Spelen, maar wél als fysiotherapeut van de zwemploeg in Los Angeles 1984, Seoul 1988 en Barcelona 1992. Ook tijdens de Europese kampioenschappen zwemmen van 1983, 1985 en 1987 en 1989 was hij erbij en bij de Wereldkampioenschappen in 1982 en 1991.
In 2012 werd hij ernstig ziek en overleed in juli. Hij laat vrouw Gerda en twee kinderen achter.